# Kuthalam
Kuthalam (Tamil: குத்தாலம் Kuttālam [ˈkut̪ːaːlʌm] oder குற்றாலம் Kuṟṟālam [ˈkutːraːlʌm]) ist eine Stadt im Distrikt Mayiladuthurai des indischen Bundesstaates Tamil Nadu. Die Einwohnerzahl beträgt rund 16.000 (Volkszählung 2011). Der Name der Stadt wird auch Kuttalam oder Kutralam geschrieben. Kuthalam sollte nicht mit der im Süden Tamil Nadus gelegenen Stadt Courtallam verwechselt werden, die ebenfalls Kuttalam oder Kutralam geschrieben werden kann.

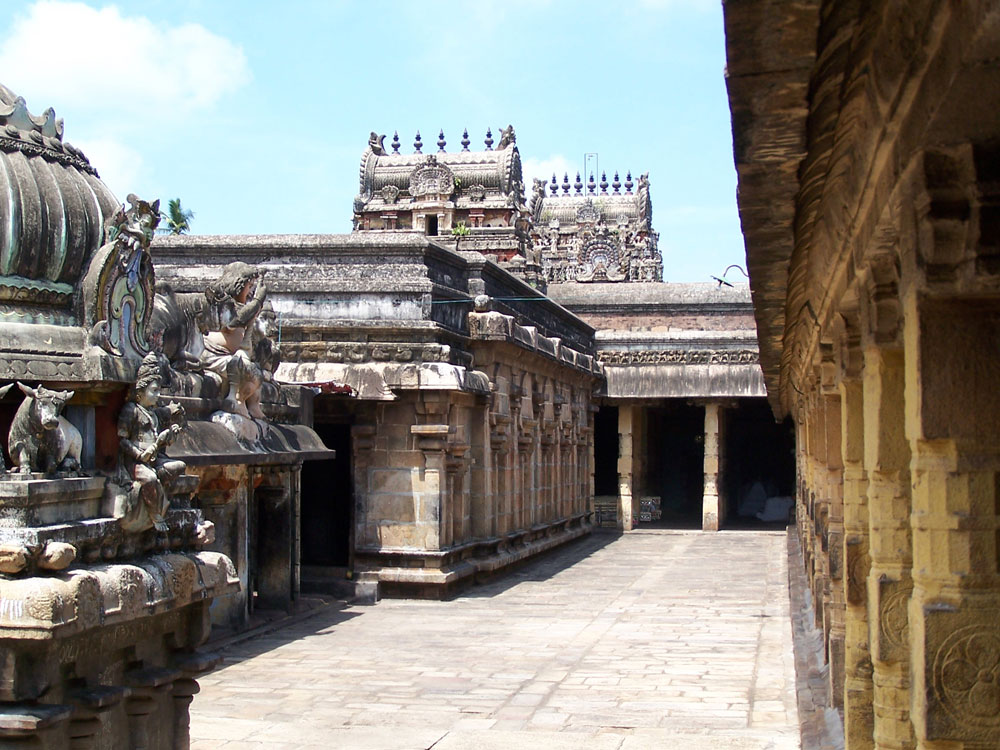
Der Uthavedeeswarar-Tempel von Kuthalam

Kuthalam liegt im östlichen Kaveri-Delta am Ufer des Kaveri-Hauptarmes. Die nächstgrößeren Städte sind Mayiladuthurai 11 Kilometer östlich und Kumbakonam 24 Kilometer westlich. Die Entfernung nach Chennai, die Hauptstadt Tamil Nadus, beträgt 280 Kilometer. Durch Kuthalam führen der State Highway 22 von Mayiladuthurai nach Kumbakonam sowie die Bahnstrecke von Chennai nach Thanjavur. Verwaltungsmäßig gehört Kuthalam zum Distrikt Mayiladuthurai und ist Hauptort des Taluks Kuthalam.
Kuthalam beherbergt einen bedeutenden Hindu-Tempel, den Uthavedeeswarar-Tempel. Er ist dem Gott Shiva geweiht. Kuthalam wurde bereits im 7./8. Jahrhundert unter dem Namen Tirutturutti in den Tevaram-Hymnen der Dichterheiligen Appar und Sambandar besungen. Damit gehört es zu den 274 heiligen Orten des tamilischen Shivaismus (Padal Petra Sthalams).
85 Prozent der Einwohner Kuthalams sind Hindus, 13 Prozent Muslime und 1 Prozent Christen. Die Hauptsprache ist, wie in ganz Tamil Nadu, das Tamil, das von 99 Prozent der Bevölkerung als Muttersprache gesprochen wird.